# ガンダムサンドロック
ガンダムサンドロック (Gundam Sandrock) は、1995年放送のテレビアニメ『新機動戦記ガンダムW』に登場する架空の兵器。有人操縦式の人型ロボット兵器「モビルスーツ」(MS)のひとつ。
砂漠などの過酷な環境に適応した白兵戦用ガンダムタイプMSで、主要人物のひとりである「カトル・ラバーバ・ウィナー」の搭乗機。機体名の「サンドロック」は、英語の「Sand（砂）」と「Rock（岩石）」を組み合わせた造語。敵組織である「OZ（オズ）」からは「ガンダム04（ゼロフォー）」のコードネームで呼ばれる。劇中後半では、宇宙用の「ガンダムサンドロック改」に強化される。
メカニックデザインは大河原邦男が担当。テレビ放送終了後に発表されたOVAおよび劇場用アニメ『新機動戦記ガンダムW Endless Waltz』では、カトキハジメの手により再デザインされたサンドロック改が登場する。これに伴い、改修前のサンドロックも再デザインされた。以降、大河原デザインの機体は「テレビ版」、カトキデザインの機体は「EW版」として区別されているが、設定上は同一機あつかいとなっている。改修前の機体は、当初は「アーリータイプ」とも呼ばれていた（詳細は後述）。
本項では、外伝作品『新機動戦記ガンダムW〜ティエルの衝動〜』に登場する「ガンダムサンドレオン」の解説も記述する。

## 機体解説
A.C.（アフターコロニー）195年、スペースコロニー内に潜伏する反地球圏統一連合組織が計画した一大テロ作戦「オペレーション・メテオ」用に開発された5機のガンダムの1機。トールギスやウイングガンダムゼロ（ウイングゼロ）を開発した元連合所属の技術者のひとりH教授が、L4コロニー群の名家ウィナー家の庇護のもとで完成させた。
砂漠などの高低温環境や不整地での運用を目的に設計され、ほかのガンダムよりも堅牢な装甲を生かした白兵戦を得意とする。また、ほかのMSの隊長機として運用するために通信機能が強化されており、額には砂嵐においても機能するサブ・カメラが設置されている。
ほかのガンダムにはない機能として、自爆装置を作動させるとコックピットの扉が開き、パイロットを脱出させたのち、自爆に巻き込まないようにある程度前進するプログラムが組み込まれている。

### Endless Waltz版
劇場作品『新機動戦記ガンダムW Endless Waltz 特別篇 』公開時に、OVAでカトキハジメによってリファインされたEW版ガンダムサンドロック改から逆算して、テレビ版サンドロックをリファインした機体。大河原デザインのテレビ版に対し、この機体はカトキ本人のイニシャルを取って「Ver.Ka.」、もしくは「アーリータイプ」とも呼ばれていたが、漫画『新機動戦記ガンダムW Endless Waltz 敗者たちの栄光（敗栄）』で当デザインの機体が登場することなどをきっかけとして、EW版と呼称されるようになった。基本的なカラーリングはテレビ版に準拠している。EW版ガンダムサンドロック改とは腰部フロントアーマーのデザインが若干異なる。『敗栄』では、自爆後の修復時に「改」と同じ薄紫基調のカラーリングに変更されている。

### 武装
ヒートショーテル
エチオピアの刀剣ショーテルをモデルとした二振りの大剣。あらゆる環境で高い切れ味を発揮し、高熱の刃としても機能する。機体改修前後で斬りつける向きが異なる（改修前は内縁側、改修後は外縁側）。劇中ではリーオーに投げつけて両断する場面がある。
EW版では刀身が大型化し、グリップが折り畳み式になり、バックパックへの懸架位置も変更されている。テレビ版のサンドロック改同様に外縁の刃で斬りつける。
シールド（シールドフラッシュ）
コブラの顔をモチーフにした、対ビームコーティング仕様のガンダニュウム合金製防御装備。表面には強烈な光で敵の目をくらます「シールドフラッシュ」機能が、先端部にはクローが備えられている。
クロスクラッシャー
シールドに二振りのヒートショーテル、バックパックを合体させた武装。戦車すらも粉砕する威力を発揮する。劇中ではエアリーズを挟み斬る。
EW版はシールドとヒートショーテルのみで合体する方式になっている（劇中未使用）。
ホーミングミサイル
両肩に内蔵された小型の自動追尾ミサイル。
EW版には装備されていない。
バルカン
頭部の小型機関砲。
ビームサブマシンガン
サンドロック改で追加装備されたビーム兵器。すばやくビームを連射できる。
もともとはプラモデルキット「1/144 ガンダムサンドロック」が発売された時点で存在した装備であったが、サンドロック改になるまでは使用されない。
EW版にも設定上は存在し、『敗栄』では使用する場面がある。
耐ビームコーティングマント
EW版オリジナルのオプション装備。初出は、後述のサンドロック改（EW版）から。特殊コーティング仕様のマントを全身に纏い、大気圏突入時の摩擦熱や敵のビーム兵器から身を守る。
アーマディロ装備
『敗栄』で設定されたオリジナル装備。高高度跳躍用の補助ブースターを内蔵した、着脱式の増加装甲。アーマディロは「アルマジロ」という意味。両肩のシールドは、マグアナックのシールドを改造したもの。バックパックにも追加のブースターが取り付けられている。
Ver.2ではマウントアームにシールドを付け、その上からミサイルポッドを装着し、フロントアーマーの形状が変化している。また、この時のみ右側シールド内側にマシンガンを装着している。
高速強襲装備
『敗栄』で設定されたオリジナル装備。ホバー装置を内蔵した、下半身を覆う着脱式の増加装甲。ウイングガンダムのバスターライフルからシャトルを庇って直撃を受けるが、残骸を脱ぎ捨てた内部のサンドロックは無傷である程の防御力を持つ。マグアナックにもほぼ同様の装備が追加可能である。腰部両側面にハードポイントが備えられ、左右に武器を搭載可能で、装着したまま射撃が可能。サンドロックのものは両側にマグアナックの大型ライフルを装着している。
ディフェーザークロス
コミックボンボン版でのオリジナル装備。対ビームコーティングマント同様の布製マント。サンクキングダム防衛戦において使用。

### 劇中での活躍
地球降下後、マグアナック隊とともにOZへ攻撃していたが、シンガポールから宇宙に脱出する際、デュオと五飛のHLVの打ち上げを援護するために囮となり、自爆装置を作動。それと同時に自動操縦に切り替わったため、カトルは無事に脱出する。その後、残骸をOZが回収、修復していたところをサリィ・ポォが破壊のために爆破。機体の破壊には失敗するが、その直後に強奪の機会をうかがっていたマグアナック隊によって奪還、完全に修復された状態で再度カトルのもとに渡り、サンクキングダム防衛戦に投入される。

## ガンダムサンドロック改
ピースミリオン内のドックで改修された姿。各部のスラスターが増設・大型化され、宇宙空間での機動性が高められている。また、背部のスラスター増設に伴いクロスクラッシャーは撤廃された。宇宙でのチーム運用を考慮し、指揮官機として位置付けられる機体となる。

### Endless Waltz版（サンドロック改）
OVAおよび劇場版アニメ『新機動戦記ガンダムW Endless Waltz(EW)』では、メカデザイナーカトキハジメの手によって作中のガンダムのデザインが一新された。ただし、これらの機体はテレビ版の強化発展型ではなく、物語上はまったくの同一機体だが"作品の制作バージョンによるデザイン違い"というものである。OVA公開当時に発売されたプラモデルなどの商標名や関連ゲームにおける名称は、テレビ版と区別できるように「ガンダムサンドロックカスタム」と呼称されていたが、リデザインされた同一機ではなく改良機と誤解を招くことから、徐々に「ガンダムサンドロック改（EW版）」という名称表記へと移行していった。
変化としては、白とグレーを基調としたテレビ版のデザインに比べ、薄紫を基調とした配色への変化が挙げられる。また全体的に太めの体型だったテレビ版に対し、こちらは細身になっている。武装面ではビームマシンガンとホーミングミサイルが廃され、主武装はヒートショーテル2本とバルカン砲のみとなっているほか、新たに耐ビームコーティングマントが追加された。設定上はシールド・ビームマシンガンが存在しているが劇中では未使用で、そのためクロスクラッシャーも未使用である。『敗栄』では、宇宙仕様への改修時にバックパック中央にスラスターユニットが追加されており、ウイングガンダムのバスターライフルのものと同形状のカートリッジを使用したビームライフルを携行している。また、ヒイロの要請でゼロシステムが搭載されている。

#### ガンダムサンドロック改 クロークドカスタム
『ガンダムW』30周年記念として発表された新規映像『新機動戦記ガンダムW -Operation 30th-』で初登場。全身をローブで覆っており、背中のヒートショーテルと両手のビームサブマシンガンが露出している。

### 劇中での活躍（サンドロック改）
テレビ版
戦場が宇宙に移行したことにより、ピースミリオンで改修され、Gチームの指揮官機として活躍。一時期、ヒイロ・ユイの手により、コピーされたゼロシステムが搭載され、ドロシー・カタロニアの操るMD部隊を撃退することに成功するが指揮の自信をつけたカトルの手により取り外される。ボンボン版ではリーブラに体当たりした後、脱出するピースミリオンクルーの避難誘導に当たった。小説版では戦後、平和の象徴として、中東に祀られる。
EW版
機体廃棄のためシャトルに搭載され太陽に向けて打ち上げられるが、マリーメイア軍の蜂起に伴い再回収され、再度戦場に復帰する。ブリュッセルでの戦闘にて、圧倒的物量をもつマリーメイア軍のサーペント部隊に苦戦しつつも獅子奮迅の活躍を見せる。騒乱終結後はデスサイズヘル、ヘビーアームズ改とともに爆破破棄される。

## ガンダムサンドレオン
『新機動戦記ガンダムW〜ティエルの衝動〜』に登場する機体。ロームフェラ財団によって隠匿されていた量産型MS。サンドロックのメイン武装であった放熱式のヒートショーテルを廃止した代わりに、攻撃対象の装甲を絶対零度に凍らせて、一切の柔軟性を奪って破壊するハイコールドショーテルを両腕部に装備。また素手による格闘戦でも高い性能を発揮する。
元OZパイロット、ドッペルトが、セミスの搭乗するガンダムデスサイズギルティと共に、ティエル・ノンブルーの追撃任務を受け出撃したが、逆にティエンロンガンダムに返り討ちに遭い、戦士の墓と呼ばれる場所の重力圏に落とされ小破。その後、緊急チューンナップが施されたが、ガンダムデリンジャーアームズと相打ちになる。
また、ガンダムデスサイズギルティ共々G-UNITシステムを搭載した機種でもあり、緊急チューンナップによるカスタム化に際しては、戦士の墓に墜落してから戦場の中でのきわめて短い時間で、放棄されたパーツを流用した後述のカスタム化を達成している。

### ガンダムサンドレオンカスタム
ガンダムサンドレオンを、戦士の墓に残存していたガンダムアスクレプオスの試験用パーツをサルベージして緊急チューンナップが施された機体。サンドレオンにアスクレプオスの肩と脚部を移植したような姿をしている。格闘戦モードには変形できないが、武装は新たに4門のビーム砲が追加された。